# Dendang (Kelapa)
Dendang is een plaats in het bestuurlijke gebied Bangka Barat in de provincie Bangka-Belitung, Indonesië. De plaats telt 4495 inwoners (volkstelling 2010).